# Nisshinkan

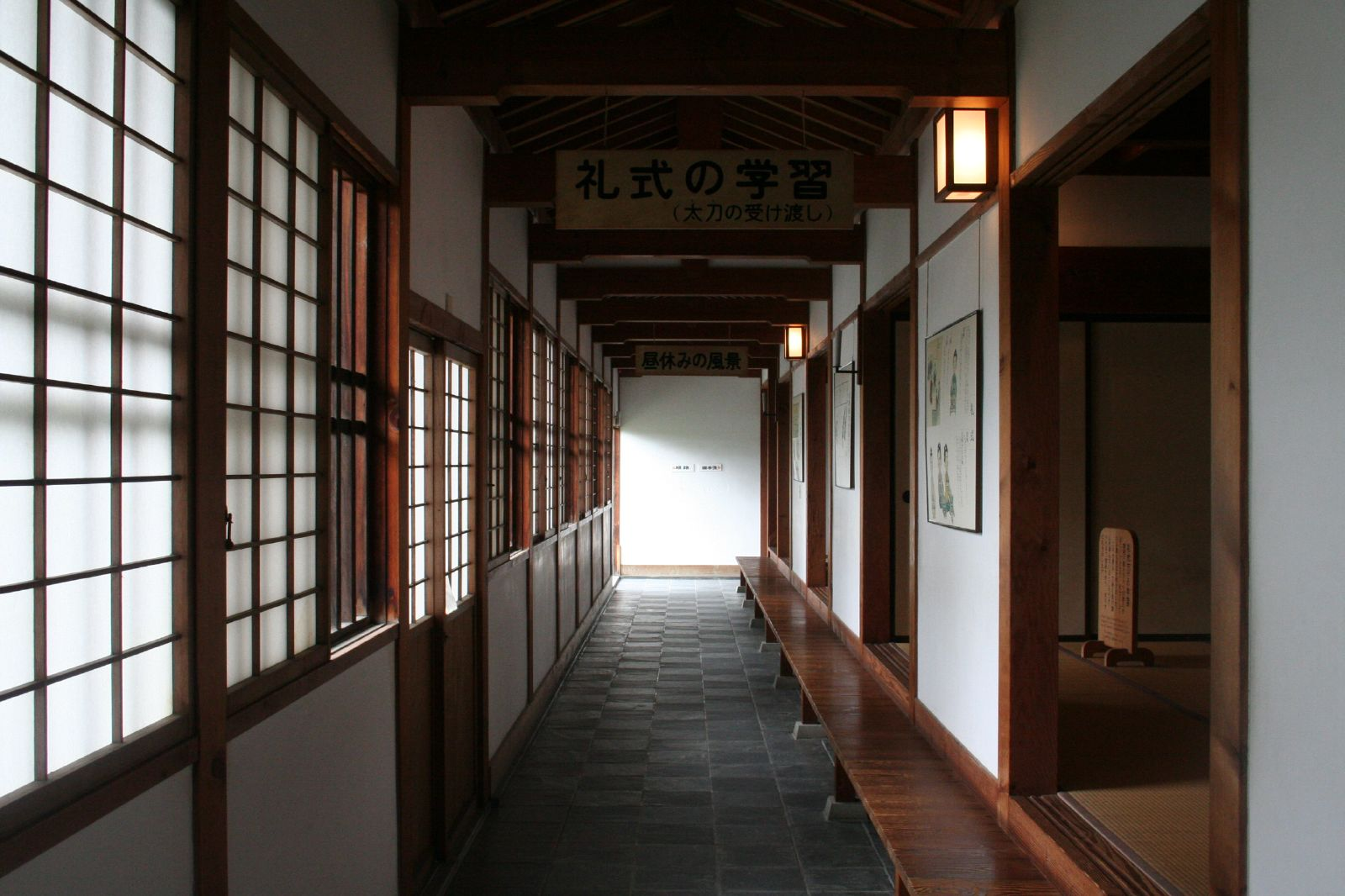
corredor de la nishinkan.

La escuela Nisshinkan (en japonés: 日新館) fue fundada por Genko Tanaka en 1803. Sirvió a la quinta, sexta y séptima generaciones de daimyos de Aizu.
Durante su vida introdujo amplios cambios en el clan. Su frase más característica fue "La prosperidad del clan de Aizu depende de la educación de su gente." Por ello instaló la escuela en el lado oeste del Castillo de Tsuruga. Una escuela para educar a los hijos de los samuráis desde los 10 años.
Los chicos estudiaban confucianismo, matemáticas, astronomía, y ciencias médicas usando fuentes de información japonesas provenientes de Holanda, Alemania y Francia.
También entrenaban en artes marciales, arquería (kyujutsu), lanza (Sōjutsu), tiro, equitación y nado. La escuela disponía de su propia piscina y observatorio y se decía que estaba entre las tres mejores escuelas en el Japón de su tiempo.
La Nisshikan ha tenido un rol predominante en el desarrollo de la educación en el Japón moderno, en ella actúo como instructor Yamamoto Kakuma y de sus aulas egresaron Yamakawa Kenjiro que continúo sus estudios de ciencias en la Universidad de Yale en los Estados Unidos de Norte América y a su retorno a Japón llegó a presidente de la Universidad Imperial de Tokio y Takamine Hideo que luego de estudiar en el Oswego Teachers College de Nueva York modernizó la educación japonesa. El hermano de Kenjiro, Yamakawa Hiroshi luego presidente de la Escuela Superior de Educación de Maestros de Tokio desde donde aportó a la modernización de Japón.

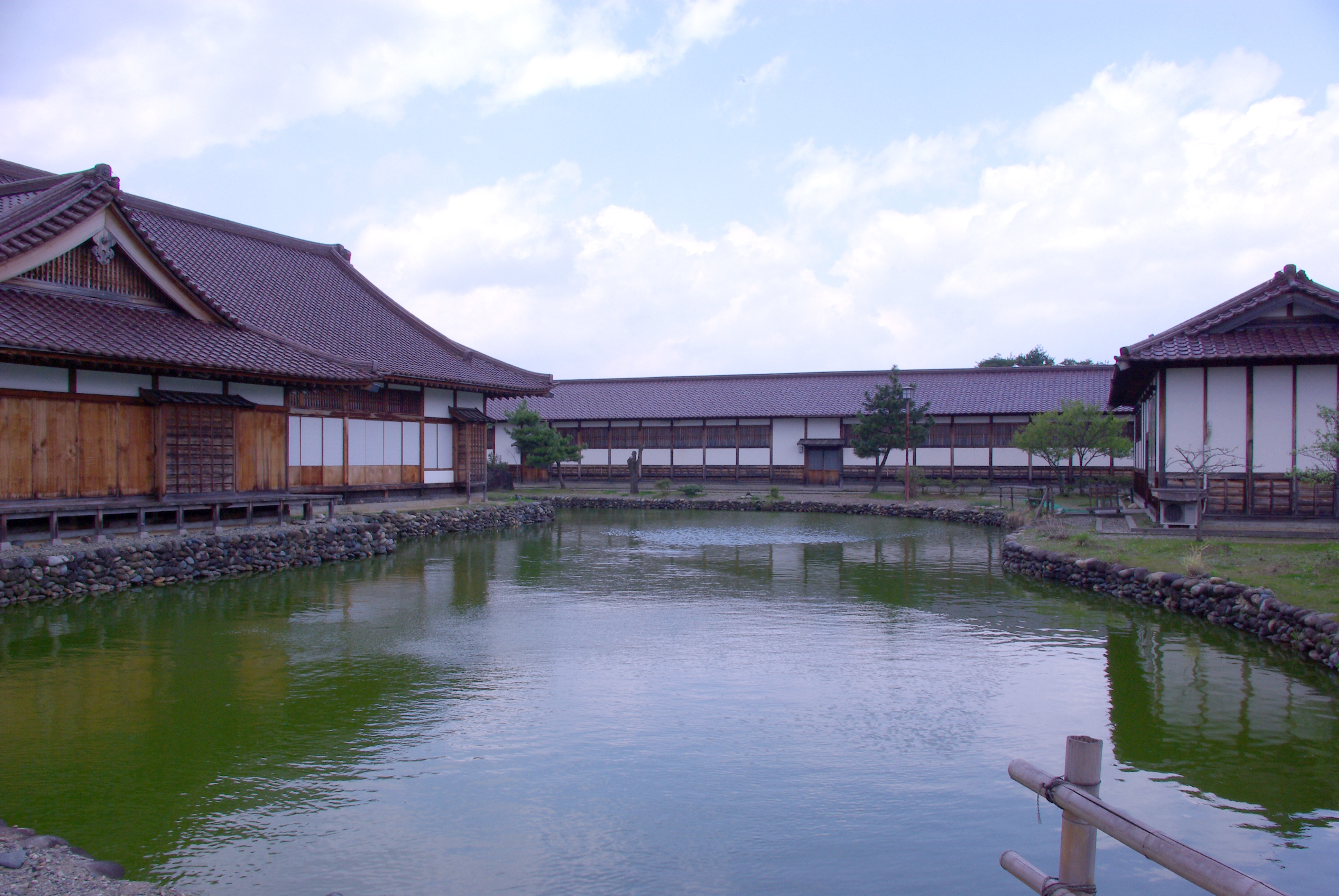
primera piscina en Japón en el Nisshikan.

El Nisshinkan fue clausurado y destruido durante la guerra Boshin pero todavía es posible ver los restos de la pared de piedra de su observatorio original y el resto se ha restaurado.
La tradición de Aizu de darle gran importancia a la educación continúa hasta hoy y se plasma en la Universidad de Aizu que se inauguró en 1993.